# Departament de Cuscatlán
El departament de Cuscatlán és un dels catorze departaments que conformen la República del Salvador. Va ser creat el 22 de maig de 1835.

## Geografia
Està situat a la regió central del país i limita al N i NE amb el departament de Chalatenango, a l'E amb Cabañas, a l'ES amb San Vicente, al S amb el Llac Ilopango i el departament de la Paz (El Salvador) i, finalment, a l'O amb el Departament de San Salvador. En el N la vall del riu Lempa origina una regió plana i fèrtil, apropiada per a l'activitat agrícola. El centre i sud del departament, en canvi, són més muntanyencs. El departament comprèn una superfície de 756 km² i té una població de 216,446 habitants (2007).

## Economia
Es conrea sobretot canya de sucre i en menor proporció, tabac d'excepcional qualitat, cafè i cereals. La capçalera departamental és Cojutepeque, una de les ciutats rellevants del Salvador coneguda com "la ciutat de les boirines", en anys anteriors, aquesta ciutat, es va destacar per ser un significatiu centre comercial, important per la manufactura del tabac, el dolç de panela i cafè d'excel·lent qualitat. El treball artesanal es troba molt desenvolupat en tot el departament; cal esmentar les localitats de Tenancingo, on es realitzen treballs de cistelleria i es fabriquen barrets i estores, i Suchitoto, centre turístic on es conserven construccions colonials i es desenvolupa la terrisseria, cistelleria i pirotècnia.
L'actual governador departamental és Walter Osmar Mejía nomenat al juliol de 2009, pel president d'El Salvador, Mauricio Funes.

## Divisió administrativa

### Municipis
1. Cojutepeque (cap departamental)
2. Candelaria
3. El Carmen
4. El Rosario
5. Monte San Juan
6. Oratorio de Concepción
7. San Bartolomé Perulapía
8. San Cristóbal
9. San José Guayabal
10. San Pedro Perulapán
11. San Rafael Cedros
12. San Ramón
13. Santa Cruz Analquito
14. Santa Cruz Michapa
15. Suchitoto
16. Tenancingo